# Discografie van The Beatles

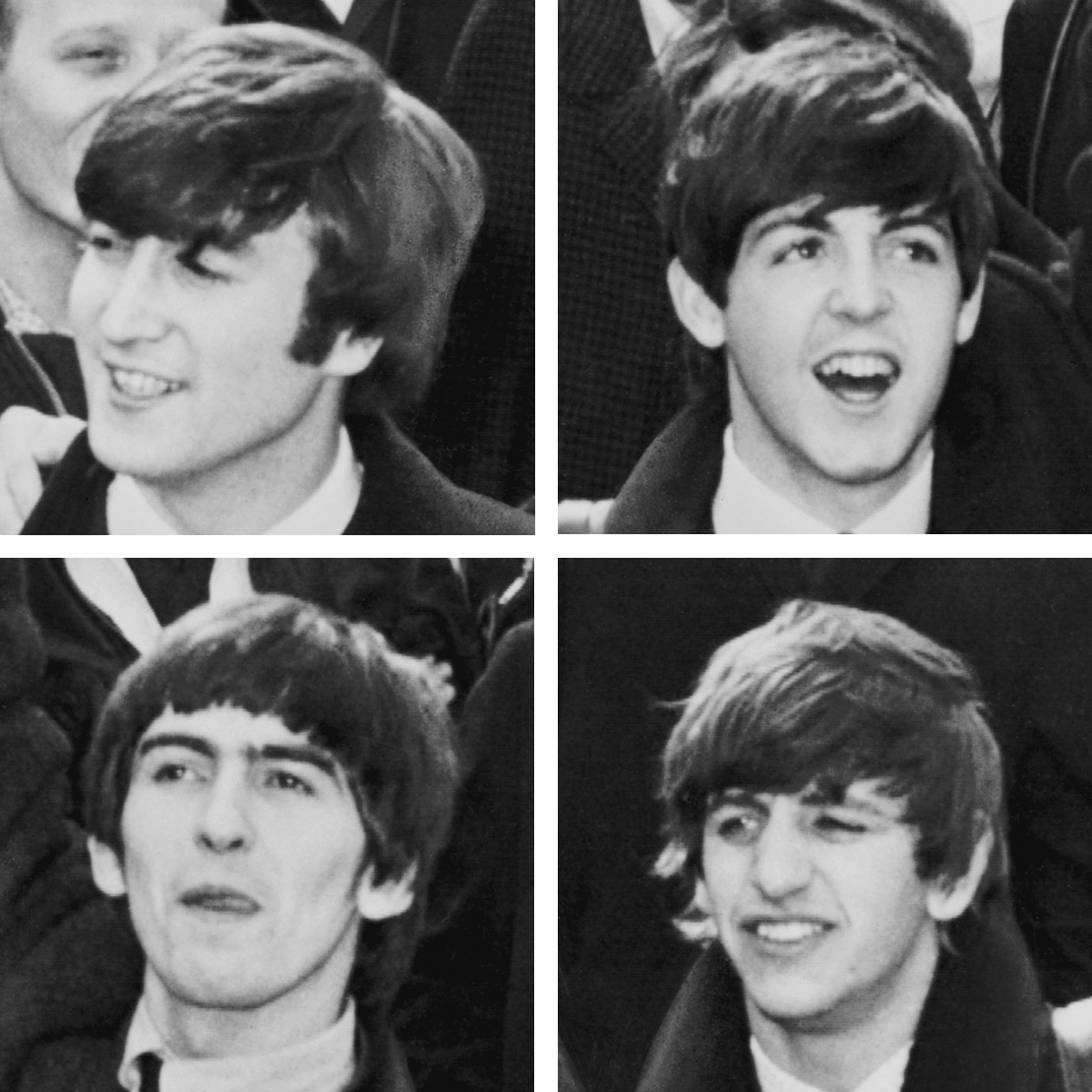
The Beatles in 1964. Bandleden: John Lennon, Paul McCartney, George Harrison en Ringo Starr

Dit artikel bevat de discografie van de Britse popgroep The Beatles.
The Beatles hebben gedurende de periode 1962-1970 in Groot-Brittannië, 12 lp’s, 13 ep’s en 22 singles uitgebracht. De complete internationale discografie van de band is echter vrij gecompliceerd. Dit komt door de afwijkende samenstelling van de albums voor de Amerikaanse markt. Pas vanaf 1967 zijn de releases in alle werelddelen gelijk. De discografie van The Beatles werd oorspronkelijk uitgebracht op vinyl grammofoonplaten. In latere jaren werd de collectie ook uitgebracht op andere geluidsmedia zoals: cassette, 8-track, cd en op usb-stick. Er zijn nog geen releases op sacd. Samen met het 50-jarig jubileum van de albums: Sgt. Pepper's Lonely Hearts Club Band, The Beatles en Abbey Road zijn er bij het laatste album twee nummers uitgebracht in DTS 5.1 op Blu-ray, die zijn samengesteld door Giles Martin. Hij is de zoon van Beatles-producent George Martin.

## Albums

### Studio-albums
| Titel                                                           | Datum       | Label                                                        |
| --------------------------------------------------------------- | ----------- | ------------------------------------------------------------ |
| My Bonnie (met Tony Sheridan)                                   | 5 jan 1962  | Polydor (GER)                                                |
| Please Please Me ǂ                                              | 22 mrt 1963 | Parlophone (UK)                                              |
| With the Beatles ǂ                                              | 22 nov 1963 | Parlophone (UK), Capitol (CAN), Odeon (FRA)                  |
| Introducing... The Beatles                                      | 22 jul 1963 | Vee-Jay (US)                                                 |
| Meet the Beatles!                                               | 20 jan 1964 | Capitol (US)                                                 |
| Introducing... The Beatles (Tweede uitgave)                     | 27 jan 1964 | Vee-Jay (US)                                                 |
| Twist and Shout                                                 | 3 feb 1964  | Capitol (CAN)                                                |
| The Beatles' Second Album                                       | 10 apr 1964 | Capitol (US)                                                 |
| The Beatles' Long Tall Sally                                    | 11 mei 1964 | Capitol (CAN)                                                |
| A Hard Day's Night ǂ                                            | 26 jun 1964 | Parlophone (UK)                                              |
| A Hard Day's Night (US Version)                                 | 10 jul 1964 | United Artists (US)                                          |
| Something New                                                   | 20 jul 1964 | Capitol (US)                                                 |
| Beatles for Sale ǂ                                              | 4 dec 1964  | Parlophone (UK)                                              |
| Beatles '65                                                     | 15 dec 1964 | Capitol (US)                                                 |
| Beatles VI                                                      | 14 jun 1965 | Parlophone (NZ), Capitol (US)                                |
| Help! ǂ                                                         | 6 aug 1965  | Parlophone (UK)                                              |
| Help! (US Version)                                              | 13 aug 1965 | Capitol (US)                                                 |
| Rubber Soul ǂ                                                   | 3 dec 1965  | Parlophone (UK)                                              |
| Rubber Soul (US Version)                                        | 6 dec 1965  | Capitol (US)                                                 |
| Yesterday and Today                                             | 20 jun 1966 | Capitol (US)                                                 |
| Revolver ǂ                                                      | 5 aug 1966  | Parlophone (UK)                                              |
| Revolver (US Version)                                           | 8 aug 1966  | Capitol (US)                                                 |
| Sgt. Pepper's Lonely Hearts Club Band ǂ                         | 26 mei 1967 | Parlophone (UK), Capitol (US)                                |
| Magical Mystery Tour ǂ                                          | 27 nov 1967 | Parlophone (UK) als dubbel ep (als LP in 1976), Capitol (US) |
| The Beatles ("The White Album") ǂ                               | 22 nov 1968 | Apple                                                        |
| Yellow Submarine ǂ                                              | 13 jan 1969 | Apple (UK), Capitol (US)                                     |
| Abbey Road ǂ                                                    | 26 sep 1969 | Apple                                                        |
| Let It Be ǂ                                                     | 8 mei 1970  | Apple                                                        |
| Sgt. Pepper's Lonely Hearts Club Band: 50th Anniversary Edition | 26 mei 2017 | Parlophone                                                   |
| The Beatles (White Album): 50th Anniversary Edition             | 9 nov 2018  | Apple                                                        |
| Abbey Road: 50th Anniversary Edition                            | 26 sep 2019 | Apple                                                        |
| Let It Be: Special Edition                                      | 15 okt 2021 | Apple                                                        |
| Revolver: Special Edition                                       | 28 okt 2022 | Apple                                                        |

ǂ Studio-album uit de kerncatalogus, die bestaat uit de 13 officiële studio-albums (incl. Magical Mystery Tour) uitgebracht in het Verenigd Koninkrijk.
De albums gemarkeerd met (US Version) bevatten een tracklist van een (soms sterk) afwijkende samenstelling t.o.v. hun gelijknamige albums uit het Verenigd Koninkrijk.

### Live-albums
| Title                                              | Datum       | label                           |
| -------------------------------------------------- | ----------- | ------------------------------- |
| Live! at the Star-Club in Hamburg, Germany; 1962   | 8 apr 1977  | Lingasong (UK), Bellaphon (GER) |
| The Beatles at the Hollywood Bowl                  | 4 mei 1977  | Parlophone (UK), Capitol (US)   |
| First Live Recordings                              | 1979        | Pickwick (CAN)                  |
| Live at the BBC                                    | 30 nov 1994 | Parlophone (UK), Capitol (US)   |
| On Air – Live at the BBC Volume 2                  | 11 nov 2013 | Apple, UMe                      |
| Live at the Hollywood Bowl (remixed en remastered) | 9 sept 2016 | Apple                           |
| Get Back – The Rooftop Performance                 | 28 jan 2022 | Apple                           |

### Compilatiealbums
| Titel                                                  | Datum       | Label                                               |
| ------------------------------------------------------ | ----------- | --------------------------------------------------- |
| The Beatles (met Tony Sheridan and Their Guests)       | 3 feb 1964  | MGM (US)                                            |
| Jolly What! (met Frank Ifield)                         | 26 feb 1964 | Vee-Jay (US)                                        |
| The Beatles Beat                                       | 15 apr 1964 | Odeon (GER)                                         |
| Ain't She Sweet (met Tony Sheridan en The Swallows)    | 5 okt 1964  | Atco (US)                                           |
| The Beatles vs the Four Seasons (met The Four Seasons) | 1 okt 1964  | Vee-Jay (US)                                        |
| The Beatles' Story                                     | 23 nov 1964 | Capitol (US)                                        |
| The Early Beatles                                      | 22 mrt 1965 | Capitol (US)                                        |
| The Beatles                                            | 1 apr 1965  | Amiga (GER)                                         |
| The Beatles' Greatest                                  | 18 jun 1965 | Odeon (GER)                                         |
| The Beatles in Italy                                   | 13 jul 1965 | Parlophone (ITA)                                    |
| Dans Leurs 14 Plus Grands Succès                       | 1 sep 1965  | Odeon (FRA)                                         |
| Los Beatles                                            | 19 nov 1965 | Odeon (ARG)                                         |
| Greatest Hits Volume 1                                 | 7 jun 1966  | Parlophone (AUS)                                    |
| A Collection of Beatles Oldies (but goldies!)          | 9 dec 1966  | Parlophone (UK)                                     |
| Greatest Hits Volume 2                                 | 1 feb 1967  | Parlophone (AUS)                                    |
| The Beatles' First (met Tony Sheridan)                 | 4 aug 1967  | Polydor (UK)                                        |
| Very Together (met Tony Sheridan)                      | 4 nov 1969  | Polydor (CAN)                                       |
| Hey Jude                                               | 26 feb 1970 | Parlophone (UK) in 1979, Capitol (US)               |
| In the Beginning (circa 1960) (met Tony Sheridan)      | 4 mei 1970  | Polydor (US)                                        |
| From Then to You                                       | 18 dec 1970 | Parlophone (UK), Capitol (US)                       |
| Por Siempre Beatles                                    | 8 okt 1971  | Odeon (ARG)                                         |
| The Essential Beatles                                  | 1 feb 1972  | Apple (AUS/NZ)                                      |
| 1962-1966                                              | 2 apr 1973  | Parlophone (UK), Capitol (US)                       |
| 1967-1970                                              | 2 apr 1973  | Parlophone (UK), Capitol (US)                       |
| Rock 'n' Roll Music                                    | 7 jun 1976  | Parlophone (UK), Capitol (US)                       |
| Love Songs                                             | 21 okt 1977 | Parlophone (UK), Capitol (US)                       |
| "Rarities"                                             | 2 dec 1978  | Parlophone (UK) in "The Beatles Collection" box set |
| 20 Golden Hits                                         | 1 jun 1905  | Odeon (GER)                                         |
| Rarities                                               | 24 mrt 1980 | Capitol (US)                                        |
| The Beatles Ballads                                    | 24 mrt 1980 | Parlophone (UK), Capitol (CAN)                      |
| Rock 'n' Roll Music, Volume One                        | 27 okt 1980 | Parlophone (UK), Axis (NZ), Capitol (US)            |
| Rock 'n' Roll Music, Volume Two                        | 27 okt 1980 | Parlophone (UK), Axis (NZ), Capitol (US)            |
| The Beatles 1967–1970                                  | 2 jun 1905  | Amiga (GER)                                         |
| The Beatles                                            | 1 jan 1982  | Amiga (GER)                                         |
| Reel Music                                             | 22 mrt 1982 | Parlophone (UK), Capitol (US)                       |
| 20 Greatest Hits                                       | 11 okt 1982 | Parlophone (UK), Capitol (US)                       |
| The Number Ones                                        | 5 jun 1905  | EMI (AUS)                                           |
| The Early Tapes of the Beatles (met Tony Sheridan)     | 10 dec 1984 | Polydor (UK)                                        |
| Past Masters, Volume One ǂ                             | 7 mrt 1988  | Parlophone (UK), Capitol (US)                       |
| Past Masters, Volume Two ǂ                             | 7 mrt 1988  | Parlophone (UK), Capitol (US)                       |
| Past Masters, Volumes One & Two                        | 24 okt 1988 | Parlophone (UK), Capitol (US)                       |
| Anthology 1                                            | 21 nov 1995 | Parlophone (UK), Capitol (US)                       |
| Anthology 2                                            | 18 mrt 1996 | Parlophone (UK), Capitol (US)                       |
| Anthology 3                                            | 28 okt 1996 | Parlophone (UK), Capitol (US)                       |
| Yellow Submarine Songtrack                             | 13 sep 1999 | Parlophone (UK), Capitol (US)                       |
| 1                                                      | 13 nov 2000 | Parlophone (UK), Capitol (US)                       |
| Beatles Bop – Hamburg Days (met Tony Sheridan)         | 6 nov 2001  | Bear Family (GER)                                   |
| Let It Be... Naked                                     | 17 nov 2003 | Parlophone (UK), Capitol (US)                       |
| Past Masters                                           | 9 sep 2009  | Parlophone (UK), Capitol (US)                       |
| Anthology Highlights                                   | 16 nov 2010 | Apple, EMI                                          |
| Tomorrow Never Knows                                   | 24 jul 2012 | Apple, EMI                                          |
| I Saw Her Standing There                               | 15 apr 2013 | Rock Melon                                          |
| The Beatles Bootleg Recordings 1963                    | 17 dec 2013 | Apple, UMe                                          |
| Mono Masters                                           | 9 sep 2014  | Parlophone (UK), Capitol (US)                       |
| 1962-1966 (remix)                                      | 10 nov 2023 | Apple                                               |
| 1967-1970 (remix)                                      | 10 nov 2023 | Apple                                               |

ǂ Studio-album uit de kerncatalogus, die bestaat uit de 15 officiële studio-albums uitgebracht in het Verenigd Koninkrijk.

### Gemixte albums
| Title                                                                       | Datum       | label                         |
| --------------------------------------------------------------------------- | ----------- | ----------------------------- |
| Liverpool Sound Collage (met Paul McCartney, Super Furry Animals and Youth) | 21 aug 2000 | Hydra (UK), Capitol (US)      |
| Love                                                                        | 20 nov 2006 | Parlophone (UK), Capitol (US) |

### Boxsets
| Title                                 | Datum       | label                         |
| ------------------------------------- | ----------- | ----------------------------- |
| The Beatles Collection                | 2 nov 1978  | Parlophone (UK), Capitol (US) |
| The Beatles Box                       | 3 nov 1980  | Parlophone (UK)               |
| The Beatles EP Collection             | 7 dec 1981  | Parlophone (UK)               |
| The Beatles: The Collection           | okt 1982    | Parlophone (UK)               |
| The Beatles Mono Collection           | okt 1982    | Parlophone (UK)               |
| The Beatles Box Set                   | 15 nov 1988 | Parlophone (UK), Capitol (US) |
| The Capitol Albums, Volume 1          | 16 nov 2004 | Capitol (US)                  |
| The Capitol Albums, Volume 2          | 11 apr 2006 | Capitol (US)                  |
| The Beatles in Mono                   | 9 sep 2009  | Parlophone (UK), Capitol (US) |
| The Beatles Stereo Box Set            | 9 sep 2009  | Parlophone (UK), Capitol (US) |
| 1962–1966 / 1967–1970                 | 15 okt 2010 | Apple, EMI                    |
| Anthology Box Set                     | 16 nov 2010 | Apple, EMI                    |
| Live at the BBC: The Collection       | 11 nov 2013 | Apple, UMe                    |
| The U.S. Albums                       | 21 jan 2014 | Apple, Capitol, UMe           |
| The Japan Box                         | 25 jun 2014 | Apple, UMe                    |
| The Christmas Records                 | 15 dec 2017 | Apple, UMe                    |
| The Singles Collection                | 22 nov 2019 | Apple                         |
| The Beatles: 1964 U.S. Albums In Mono | 22 nov 2024 | Apple, Capitol, UMe           |

## Ep's
| Title                                      | Datum       | label               |
| ------------------------------------------ | ----------- | ------------------- |
| My Bonnie (met Tony Sheridan)              | 12 jul 1963 | Polydor (UK         |
| Twist and Shout                            | 12 jul 1963 | Parlophone (UK)     |
| The Beatles' Hits                          | 6 sep 1963  | Parlophone (UK)     |
| The Beatles (No. 1)                        | 1 nov 1963  | Parlophone (UK)     |
| All My Loving                              | 7 feb 1964  | Parlophone (UK)     |
| Souvenir of Their Visit to America         | 23 mrt 1964 | Vee-Jay (US)        |
| Four by the Beatles                        | 11 mei 1964 | Capitol (US)        |
| Requests                                   | 18 jun 1964 | Parlophone (AUS/NZ) |
| Long Tall Sally                            | 19 jun 1964 | Parlophone (UK)     |
| The Beatles Again!                         | ? jul 1964  | Parlophone (NZ)     |
| A Hard Day's Night No. 1                   | ? jul 1964  | Parlophone (NZ)     |
| The Beatles No. 2                          | ? jul 1964  | Parlophone (NZ)     |
| Extracts from the Film A Hard Day's Night  | 4 nov 1964  | Parlophone (UK)     |
| Extracts from the Album A Hard Day's Night | 6 nov 1964  | Parlophone (UK)     |
| 4 by the Beatles                           | 1 feb 1965  | Capitol (US)        |
| Beatles for Sale                           | 6 apr 1965  | Parlophone (UK)     |
| Beatles for Sale No. 2                     | 4 jun 1965  | Parlophone (UK)     |
| The Beatles' Million Sellers               | 6 dec 1965  | Parlophone (UK)     |
| Yesterday                                  | 4 mrt 1966  | Parlophone (UK)     |
| Nowhere Man                                | 8 jul 1966  | Parlophone (UK)     |
| Magical Mystery Tour (dubbel-ep)           | 8 dec 1967  | Parlophone (UK)     |

## Singles
| A-kant                                                                      | B-kant                                                  | jaar | Label                          |
| --------------------------------------------------------------------------- | ------------------------------------------------------- | ---- | ------------------------------ |
| My Bonnie                                                                   | The Saints (met Tony Sheridan)                          | 1961 | Polydor (UK/D)                 |
| Love Me Do                                                                  | PS I Love You                                           | 1962 | Tollie (US)                    |
| Please Please Me                                                            | Ask Me Why                                              | 1963 | VeeJay (UK & US)               |
| From Me to You                                                              | Thank You Girl                                          | 1963 | VeeJay (UK & US)               |
| She Loves You                                                               | I'll Get You                                            | 1963 | Swan (UK & US)                 |
| I Want to Hold Your Hand                                                    | This Boy                                                | 1963 | Parlophone (UK)                |
| Roll Over Beethoven                                                         | Please Mister Postman                                   | 1963 | Capitol (Canada)               |
| Misery                                                                      | Ask Me Why                                              | 1963 | Odeon (EUR)                    |
| I Want to Hold Your Hand                                                    | I Saw Her Standing There                                | 1963 | Capitol (US)                   |
| Please Please Me                                                            | From Me to You                                          | 1964 | US (Vee-jay)                   |
| Sweet Georgia Brown                                                         | Nobody's Child (met Tony Sheridan)                      | 1964 | UK (Polydor)                   |
| All My Loving                                                               | This Boy                                                | 1964 | Canada (Capitol)               |
| Why (met Tony Sheridan)                                                     | Cry for a Shadow                                        | 1964 | US (Polydor)                   |
| Twist and Shout                                                             | There's a Place                                         | 1964 | Tollie (US)                    |
| Komm, gib mir deine Hand                                                    | Sie liebt dich                                          | 1964 | Odeon (D)                      |
| Can't Buy Me Love                                                           | You Can't Do That                                       | 1964 | Parlophone (UK) & Capitol (US) |
| Do You Want to Know a Secret?                                               | Thank You Girl                                          | 1964 | VeeJay (US)                    |
| Sie liebt dich                                                              | I'll Get You                                            | 1964 | Swan (US)                      |
| Ain't She Sweet                                                             | If You Love Me, Baby (met Tony Sheridan)                | 1964 | Polydor (UK)                   |
| Sweet Georgia Brown                                                         | Take Out Some Insurance on Me, Baby (met Tony Sheridan) | 1964 | Polydor (UK)                   |
| Ain't She Sweet                                                             | Nobody's Child (met Tony Sheridan)                      | 1964 | Polydor (US)                   |
| A Hard Day's Night                                                          | Things We Said Today                                    | 1964 | Parlophone (UK)                |
| A Hard Day's Night                                                          | I Should Have Known Better                              | 1964 | Capitol (US)                   |
| I'll Cry Instead                                                            | I'm Happy Just to Dance with You                        | 1964 | Capitol (US)                   |
| And I Love Her                                                              | If I Fell                                               | 1964 | Capitol (US)                   |
| Matchbox                                                                    | Slow Down                                               | 1964 | Capitol (US)                   |
| I Feel Fine                                                                 | She's a Woman                                           | 1964 | Parlophone (UK) & Capitol (US) |
| If I Fell                                                                   | Tell Me Why                                             | 1964 | Parlophone (UK)                |
| Eight Days a Week                                                           | I Don't Want to Spoil the Party                         | 1965 | Capitol (US)                   |
| Ticket to Ride                                                              | Yes It Is                                               | 1965 | Parlophone (UK) & Capitol (US) |
| Rock and Roll Music                                                         | I'm a Loser                                             | 1965 | Odeon (EUR)                    |
| No Reply                                                                    | Rock and Roll Music                                     | 1965 | Odeon (EUR)                    |
| Help!                                                                       | I'm Down                                                | 1965 | Parlophone (UK) & Capitol (US) |
| Yesterday                                                                   | Act Naturally                                           | 1965 | Capitol (US)                   |
| I'll Follow the Sun                                                         | I Don't Want to Spoil the Party                         | 1965 | Odeon (EUR)                    |
| Roll Over Beethoven                                                         | Misery                                                  | 1965 | Capitol (US)                   |
| Boys / Kansas City                                                          | Hey, Hey, Hey, Hey                                      | 1965 | Capitol (US)                   |
| We Can Work It Out                                                          | Day Tripper                                             | 1965 | Parlophone (UK) & Capitol (US) |
| Michelle                                                                    | Girl                                                    | 1966 | Odeon (EUR)                    |
| Nowhere Man                                                                 | What Goes On                                            | 1966 | Capitol (US)                   |
| Paperback Writer                                                            | Rain                                                    | 1966 | Parlophone (UK) & Capitol (US) |
| Yellow Submarine                                                            | Eleanor Rigby                                           | 1966 | Parlophone (UK) & Capitol (US) |
| Penny Lane                                                                  | Strawberry Fields Forever                               | 1967 | Parlophone (UK) & Capitol (US) |
| All You Need Is Love                                                        | Baby, You're a Rich Man                                 | 1967 | Parlophone (UK) & Capitol (US) |
| Hello, Goodbye                                                              | I Am the Walrus                                         | 1967 | Parlophone (UK) & Capitol (US) |
| Lady Madonna                                                                | The Inner Light                                         | 1968 | Parlophone (UK) & Capitol (US) |
| Hey Jude                                                                    | Revolution                                              | 1968 | Apple                          |
| Ob-La-Di, Ob-La-Da                                                          | While My Guitar Gently Weeps                            | 1968 | Apple                          |
| Get Back                                                                    | Don't Let Me Down (met Billy Preston)                   | 1969 | Apple                          |
| The Ballad of John and Yoko                                                 | Old Brown Shoe                                          | 1969 | Apple                          |
| Something                                                                   | Come Together                                           | 1969 | Apple                          |
| Let It Be                                                                   | You Know My Name (Look Up the Number)                   | 1970 | Apple                          |
| The Long and Winding Road                                                   | For You Blue                                            | 1970 | Apple                          |
| All Together Now                                                            | Hey Bulldog                                             | 1972 | Apple                          |
| Yesterday                                                                   | I Should Have Known Better                              | 1976 | Parlophone (UK)                |
| Got to Get You into My Life                                                 | Helter Skelter                                          | 1976 | Capitol (US)                   |
| Back in the U.S.S.R.                                                        | Twist and Shout                                         | 1976 | Parlophone (UK)                |
| Ob-La-Di, Ob-La-Da                                                          | Julia                                                   | 1976 | Capitol (US)                   |
| Sgt. Pepper's Lonely Hearts Club Band en With a Little Help from My Friends | A Day in the Life                                       | 1978 | Parlophone (UK) & Capitol (US) |
| The Beatles Movie Medley                                                    | I'm Happy Just to Dance with You                        | 1982 | Parlophone (UK) & Capitol (US) |
| Baby It's You                                                               | Devil in Her Heart en Boys (live)                       | 1995 | Apple                          |
| Free as a Bird                                                              | Christmas Time (Is Here Again)                          | 1995 | Apple                          |
| Real Love                                                                   | Baby's in Black                                         | 1996 | Apple                          |
| Now and Then                                                                | Love Me Do (2023 mix)                                   | 2023 | Apple                          |

## Limited Edition usb-stick
Op 7 december 2009 werd een beperkte oplage van 30.000 usb-sticks in de vorm van een appel uitgegeven. Deze gebeurtenis markeerde voor het eerst de uitgifte van Beatles-materiaal in digitaal bestandsformaat. Deze bestandsformaten waren: 44,1 kHz/24-bit lossless FLAC en 320 kbps MP3.